# Acraea bresioides
Acraea bresioides är en fjärilsart som beskrevs av Wichgraf 1914. Acraea bresioides ingår i släktet Acraea och familjen praktfjärilar. Inga underarter finns listade i Catalogue of Life.